# Dépression brève récurrente
Pour les articles homonymes, voir DBR.

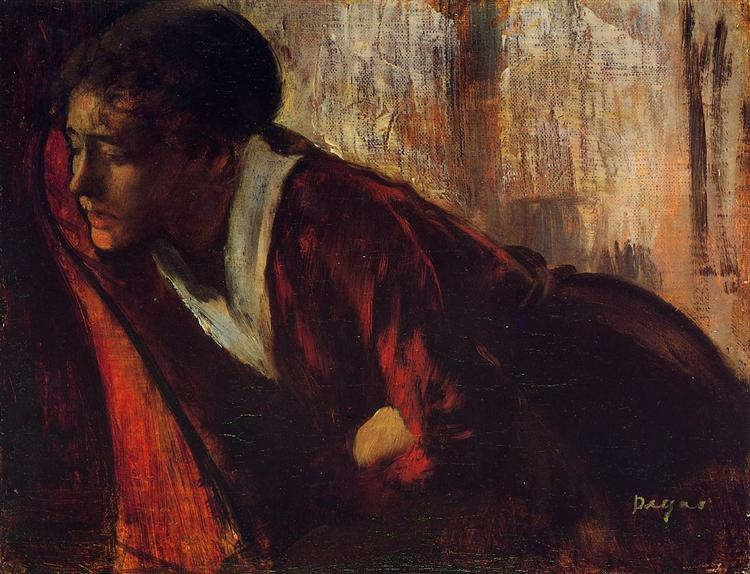
Mélancolie par Edgar Degas ; peinture impressionniste de 1874

La dépression brève récurrente (DBR) ou dépression récurrente brève (DRB) est un trouble mental caractérisé par des épisodes dépressifs à intermittence, la période menstruelle n'étant pas liée chez les femmes durant ces périodes, survenant au moins une fois toutes les semaines durant une période d'un mois, voire une année ou plus si le critère diagnostique est le même que pour l'épisode dépressif majeur (DSM-IV et CIM-10), excepté pour la durée qui est au moins de 14 jours, pendant typiquement 2–4 jours d'affilée. Malgré la courte durée des épisodes dépressifs, de tels épisodes sont forts, accompagnés d'idées suicidaires et de facultés motrices affaiblies. La majorité des patients souffrant de DBR rapportent également des symptômes d'anxiété et une forte irritabilité. L'hypersomnie est également plutôt fréquente. Environ un patient sur deux qui atteint le critère diagnostique de la DBR pourrait souffrir de brefs épisodes d'hypomanie qui est un temps marquant dans la DBR. Ces épisodes sont également présents chez les individus souffrant de troubles de la personnalité.

## Épidémiologie
La prévalence générale de la DBR est de 2,6 à 10,0 %, et la prévalence d'une année est 5-8,2 %. L'organisation mondiale de la santé (OMS), chargée des « problèmes psychologiques et de la santé générale », basée sur des analyses de premiers soins, rapporte une prévalence d'une année entre 3,7 – 9,9 %. Cependant, aucune de ses études de la DBR n'est différenciée des autres troubles de l'humeur (ex. dépression majeure). Le DSM-IV estime que la prévalence générale est de 2 %.

## Cause
La cause (étiologie) de la DBR reste inconnue, mais de récents travaux suggèrent que celle-ci aurait un lien avec les troubles bipolaires, pointant sur l'importance des facteurs génétiques. Un petit groupe de patients atteints de DBR ont une épilepsie du lobe temporal.

## Traitement
La psychothérapie et les médicaments ont été suggérés comme traitements.

## Histoire
Les troubles caractérisés par des épisodes dépressifs durant des heures voire des jours ont été identifiés depuis 1852 et ont été décrits sous les termes de "mélancolie épisodique", "trouble dépressif intermittent" ou "dépression très brève". La troisième version du Manuel diagnostique et statistique des troubles mentaux (1980), qui est basé sur des études psychiatriques dans- et en dehors- des hôpitaux, requiert au moins une durée de 14 jours pour diagnostiquer une dépression. Aucune catégorie diagnostique ne permettait un épisode dépressif durant une durée plus courte.